# Gränsen mellan Norge och Ryssland

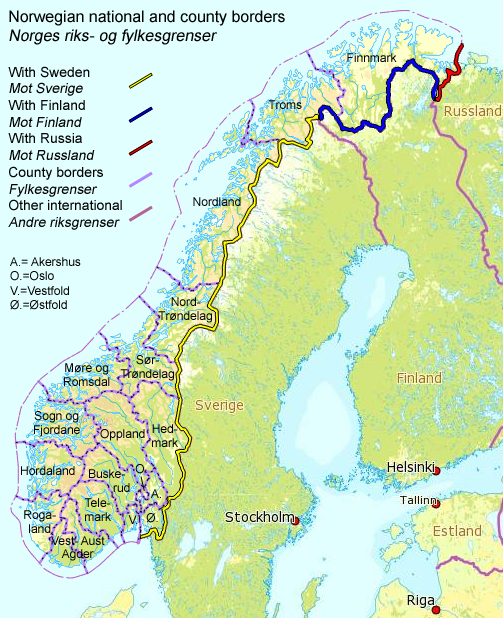
Norges statsgränser
Gränsen mellan Norge och Sverige
Gränsen mellan Finland och Norge
Gränsen mellan Norge och Ryssland

Karta över gränsen.

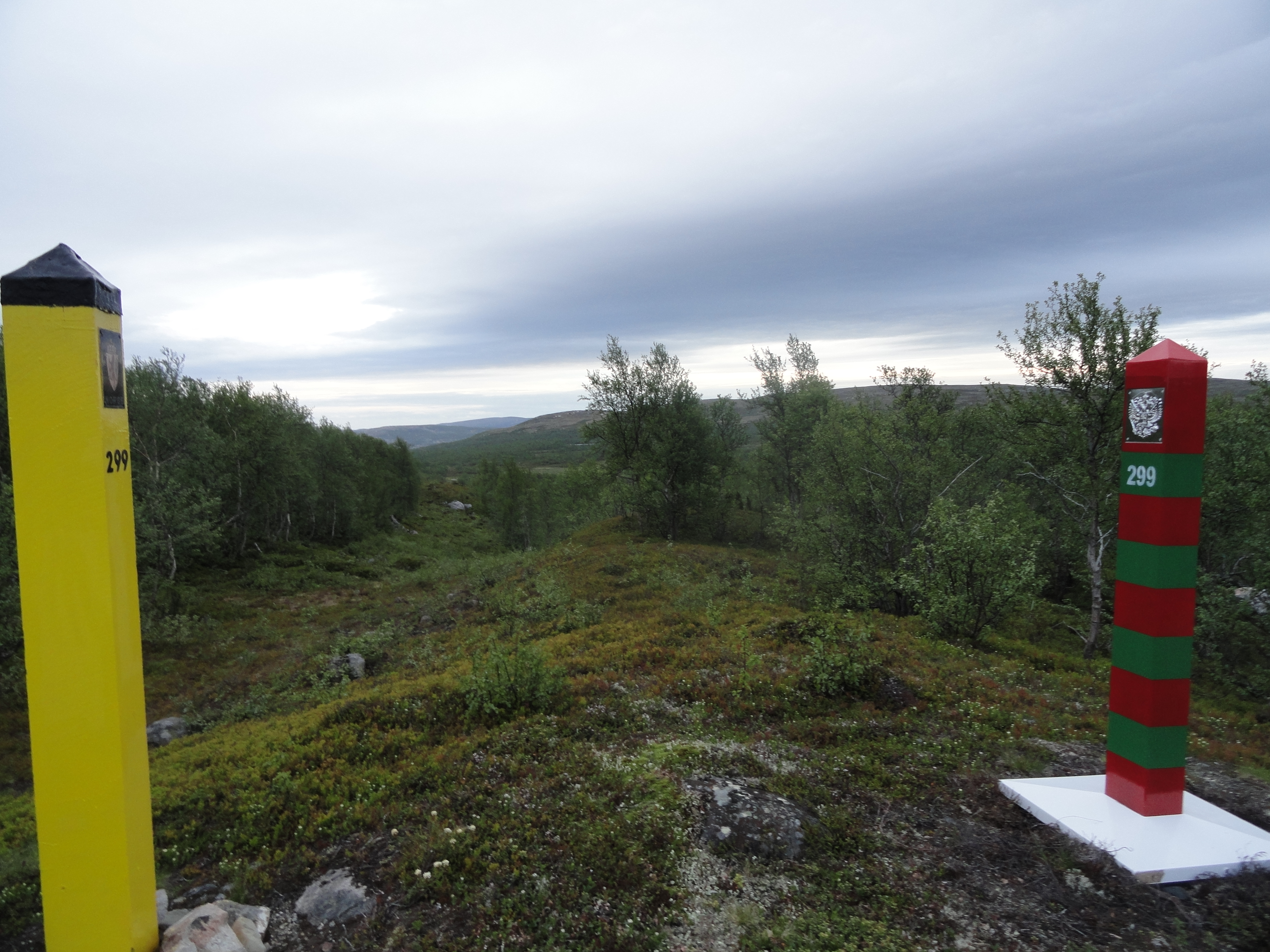
Gränsstolparna är placerade fyra meter ifrån varandra och gränsen går mittemellan dem.

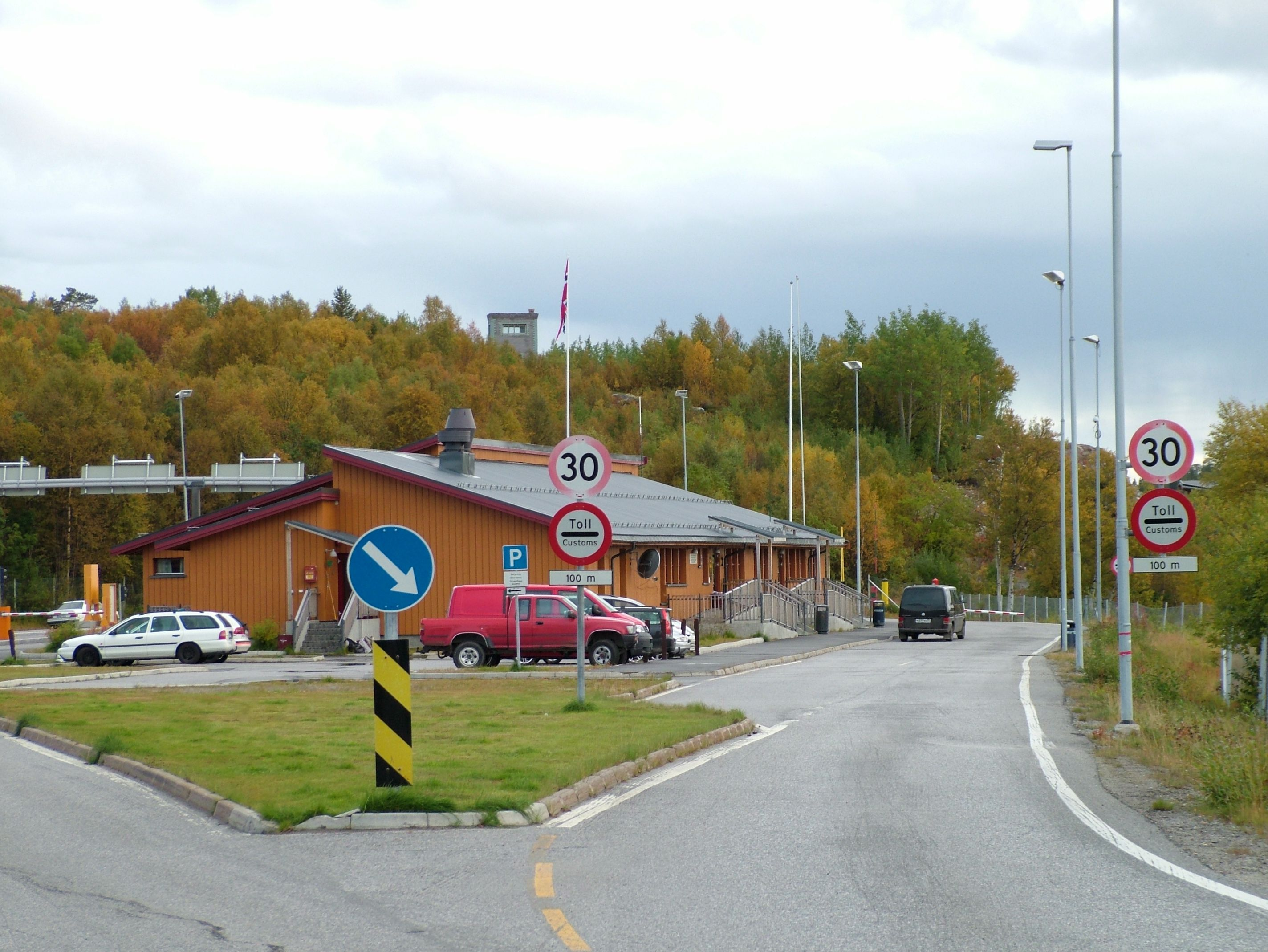
Storskog, gränsstation i Norge på gränsen till Ryssland på väg E105

Gränsen mellan Norge och Ryssland (norska: Russergrensen, ryska: Российско-норвежская граница) består av en 196 kilometer lång landgräns mellan Sør-Varangers kommun i Finnmark i Norge och Petsamo distrikt i Murmansk oblast i Ryssland, samt en 23 kilometer lång sjögräns i Varangerfjorden. Gränsen går till två tredjedelar utmed de två älvarna Pasvik älv och Jakobs älv.

## Historik
En gräns överenskoms i Novgorodtraktaten 1326, då Norge och Novgorod delade upp regionen mellan sig, fastän gränsen i denna inte bestämdes exakt. Den nuvarande gränsen mellan Norge och Ryssland slogs fast i ett gränsavtal 1826. År 1852 stängdes gränsen för fri passage. Mellan 1920 och 1944 var Petsamo en del av Finland, och den tidigare norsk-ryska gränsen blev en del av gränsen mellan Norge och Finland. Mellan 1944 och 1991 blev den gräns mellan Norge och Sovjetunionen, vilken i stort sett var stängd från hösten 1945, när Röda armén drog sig tillbaka.från Kirkenes-området, till 1991. En gränsövergång öppnades 2003 vid Storskog istället för den gamla vid Skafferhullet, och den enda längs hela gränsen. År 2012 infördes närapå visumfrihet för de som bor i endera landet inom cirka 30 kilometer från gränsen. De kan skaffa ett femårigt tillstånd att passera gränsen ett obegränsat antal gånger utan stämplar och med enklare kontroller. Det har skapat en gränshandel där norrmän reser över för att köpa fordonsbränsle för under halva priset och sådant som byggmaterial och tjänster som till exempel frisör och bilverkstad. Mat och alkohol som är de populäraste varorna för gränshandeln från Norge till Sverige och Finland har mycket mindre betydelse här på grund av hårda restriktioner särskilt från norsk sida. Ryssar åker över för att köpa märkeskläder från EU och annat som är hårt tullbelagt i Ryssland.

## Gränskontroll
Den enda gränsövergången ligger vid Europaväg E105 norr om Borisoglebsk i Ryssland och vid Storskog i Norge. I Storskog finns sedan 2016 ett omkring 200 meter långt gränsstålstängsel.
Det är förbjudet att korsa gränsen utanför gränskontrollen. På norsk sida är det tillåtet att gå fram till gränsen, vilket det inte är på rysk sida, där det finns en förbjuden gränszon på några kilometers djup. Det finns sju vattenkraftverk i Pasvik älv, varav gränsen går i älven genom fyra av dem. Länderna har delat upp vattenfallen mellan sig, så att några har norska vattenkraftverk och några har ryska kraftverk. Stängsel finns på norska sidan bara där bilväg finns fram till gränsen och vid vattenkraftverken. På den ryska sidan finns stängsel längs gränszonen några kilometer från gränsen.[källa behövs]